# 尼馬哈 (愛荷華州)
尼馬哈（英語：Nemaha）是一個位於美國愛荷華州索克縣的城市。

## 地理
尼馬哈的座標為42°30′54″N 95°05′22″W / 42.51500°N 95.08944°W，而該地的平均海拔高度為403米（即1322英尺）。

## 人口
根據2010年美國人口普查的數據，尼馬哈的面積為0.18平方千米，當中陸地面積為0.18平方千米，而水域面積為0.00平方千米。當地共有人口85人，而人口密度為每平方千米472人。